# Anterior
Anterior est un groupe britannique de metal, originaire de Tredegar au pays de Galles. Initialement signé au label Metal Blade Records, ils ont fait paraître deux albums en date que sont This Age of Silence en 2007, et Echoes of the Fallen en 2011.

## Biographie
Originellement formé en décembre 2003 en tant que quatuor, Anterior débute dans des reprises musicales puis s'établit rapidement dans une musique indépendante. Après avoir composé leur première démo, ils terminent par un disque auto-produit qu'ils distribuent en 2004 dans des petits magasins locaux. Ils participent ensuite à une soirée aux côtés de DragonForce. Peu après, Anterior joue aux côtés de groupes tels que The Black Dahlia Murder, Himsa (en), et 3 Inches of Blood. La popularité du groupe grandissante, les membres décident de composer un premier disque officiel de qualité. Ils débutent les enregistrements aux studios Sonic One avec le producteur Tim Hamill. Ils mettent en ligne deux chansons (qui attirent l'attention du public) sur leur profil Myspace. Ils reçoivent nombre de propositions de différents labels discographiques avant de signer finalement avec Metal Blade Records en 2006,. Durant l'écriture des chansons, le chanteur Luke Davies fait face à des problèmes de santé l'empêchant de jouer de la guitare. Les morceaux de guitare sont alors enregistrés par le guitariste Leon Kemp, alors que la condition médicale de Davies s'aggravait plus que ce que pensait le groupe. Ils parviennent malgré tout à enregistrer 10 chansons, 9 étant des chansons originales, et la dernière étant une reprise du groupe Racer X. Quelques jours après la fin des sessions d'enregistrements, le groupe part en tournée britannique aux côtés de 3 Inches of Blood. Avant la parution de leur album, Anterior continue à jouer en live. En mai 2007, le bassiste James Britton quitte le groupe pour des raisons personnelles, mais revient en septembre 2007.
Le groupe partage ensuite la scène avec As I Lay Dying et Sanctity. Leur premier album, intitulé This Age of Silence, paraît le 12 juin 2007, puis embarquent dans une tournée avec The Black Dahlia Murder et The Ocean. Davies toujours dans l'incapacité de jouer, le groupe tente de recruter un guitariste à plein temps. Pendant de nombreuses soirées, Anterior joue aux côtés du groupe de metalcore écossais Mendeed (en). À la veille de la séparation de Mendeed, le guitariste Steven Nixon rejoint Anterior. En 2008, le groupe part dans une tournée intense. Le 26 août 2011, après quelques retards, l'album Echoes of The Fallen est commercialisé.
Le 30 janvier 2012, le groupe annonce sur sa page Facebook sa séparation. Le dernier spectacle s'est déroulé le 2 mars 2012 à Londres, en Angleterre. Le 4 avril 2012, les guitaristes Aled Davies et James Britton, et le batteur James Cook, lancent, associés au chanteur William Camm (ancien membre de Tydus Falls), un nouveau groupe de death metal du nom de Born of Ruin.

## Discographie
- This Age of Silence (2007)
- Echoes of the Fallen (2011)

## Formation
- Luke Davies – chant (2003–2012)
- Leon Kemp – guitare (2003–2012)
- Steven Nixon – guitare (2007–2012)
- James Britton – basse (2003–2012)
- James Cook –  batterie (2010–2012)

Anciens membres
- Ross Andrews – batterie (2003–2008)
- Andrew Cairns – batterie (2009–2010)